# Rhoda Williams
Rhoda Elaine Williams (Denver, 19 luglio 1930 – Eugene, 8 marzo 2006) è stata un'attrice e doppiatrice statunitense.

## Biografia
All'età di 5 anni, iniziò a lavorare a Hollywood, tra i giovani, nel mondo della radio.
Nel 1937, a 7 anni entrò nel mondo del cinema; è molto nota come attrice ma anche come doppiatrice, per aver dato la voce a Genoveffa in Cenerentola (1950). Continuò la carriera cinematografica fino al 1977.
Nel 1952 sposò David Van Meter, con cui rimase fino alla morte, avvenuta nel 2006, a 75 anni, per un arresto cardiaco. Dal marito ebbe quattro figli: Janis, Debra, Jon e Steve.

## Filmografia parziale

### Cinema
- Stolen Heaven, regia di Andrew L. Stone (1938)
- Gran Premio (National Velvet), regia di Clarence Brown (1944)
- Il grano è verde (The Corn Is Green), regia di Irving Rapper (1945)
- Il sole spunta domani (Our Vines Have Tender Grapes), regia di Roy Rowland (1945)
- Età inquieta (That Hagen Girl), regia di Peter Godfrey (1947)
- Il signor Belvedere va in collegio (Mr. Belvedere Goes to College), regia di Elliott Nugent (1949)
- Amaro destino (House of Strangers), regia di Joseph L. Mankiewicz (1949)
- Tutti gli uomini del re (All the King's Men), regia di Robert Rossen (1949)
- A Woman of Distinction, regia di Edward Buzzell (1950)
- The Persuader, regia di Dick Ross (1957)
- Space Master X-7, regia di Edward Bernds (1958)
- High School Hellcats, regia di Edward Bernds (1958)
- The Heart Is a Rebel (1958)
- The Sergeant Was a Lady, regia di Bernard Glasser (1961)
- Mia moglie ci prova (Critic's Choice), regia di Don Weis (1963)
- Triangle (1970)

### Televisione
- Tightrope – serie TV, episodio 1x03 (1959)
- La grande vallata (The Big Valley) – serie TV, episodio 1x18 (1966)
- Squadra speciale anticrimine (The Felony Squad) – serie TV, episodi 1x07-3x09 (1966-1968)

### Doppiaggio
- Genoveffa in Cenerentola

## Doppiatrici italiane
- Rosetta Calavetta in Cenerentola (ed. 1950)
- Ria Saba in Cenerentola (ed. 1967)